# Município de Wayne (condado de Jefferson, Ohio)
O município de Wayne (em inglês: Wayne Township) é um município localizado no condado de Jefferson no estado estadounidense de Ohio. No ano de 2010 tinha uma população de 2.232 habitantes e uma densidade populacional de 22,27 pessoas por km².

## Geografia
O município de Wayne encontra-se localizado nas coordenadas 40° 19′ 41″ N, 80° 49′ 19″ O. Segundo a Departamento do Censo dos Estados Unidos, o município tem uma superfície total de 100.2 km², da qual 99,87 km² correspondem a terra firme e (0,33 %) 0,33 km² é água.

## Demografia
Segundo o censo de 2010, tinha 2.232 habitantes residindo no município de Wayne. A densidade populacional era de 22,27 hab./km². Dos 2.232 habitantes, o município de Wayne estava composto pelo 97,18 % brancos, o 1,25 % eram afroamericanos, o 0,18 % eram amerindios, o 0,13 % eram asiáticos, o 0,04 % eram de outras raças e o 1,21 % eram de uma mistura de raças. Do total da população o 0,67 % eram hispanos ou latinos de qualquer raça.